# Cancale
Cancale is een Franse gemeente in het departement Ille-et-Vilaine, aan de smaragdkust in Bretagne. De plaats maakt deel uit van het arrondissement Saint-Malo. Cancale telde op 1 januari 2022 5.554 inwoners.
Cancale is een stadje van vissers en mossel- en oesterkwekerijen. Grote oesterbanken liggen tussen de Jetée de la Fenêtre en de Pointe du Hock. Voor het toerisme is vooral de jachthaven aan het Kanaal belangrijk. De plaats bestaat uit de Bourg, de bovenstad, die op een plateau boven de steil oplopende kust ligt en uit Houle, het havengedeelte en de benedenstad, dat aan de voet van de klippen ligt. Bourg is groter dan Houle; de Rue du Port vormt de verbinding tussen de twee stadsdelen.
Het middelpunt van Bourg is de Place de la République met de kerk Saint-Méen, die niet is afgebouwd. Vandaar heeft men een mooi uitzicht. Eveneens zijn de Bois-Sculptures te zien, met een verzameling houtsnijwerk, gemaakt door een geestelijke uit Cancale. Verderop langs de kust, buiten Cancale, ligt de Pointe du Grouin. Daarheen komt men langs de kleinere havens Port Briac en Port Picain en het badplaatsje Port-Mer.
De wandelroute 'sentiers de douane' (GR 34, onderdeel van de Europese Wandelroute E9) loopt langs de grillige kust.

## Geografie
De oppervlakte van Cancale bedroeg op 1 januari 2022 12,61 vierkante kilometer; de bevolkingsdichtheid was toen 440,4 inwoners per km².
Cancale ligt aan de Baai van de Mont Saint-Michel. Het meest noordelijke punt van de gemeente op het vasteland is de Pointe du Grouin. Voor de kust ligt daar het eiland Île des Landes. Verder naar het westen ligt de Pointe des Daules. Het meest oostelijke punt op het vasteland is de Pointe de la Chaîne. Daar liggen voor de kust de eilande Rocher de Cancale en Île des Rimains.

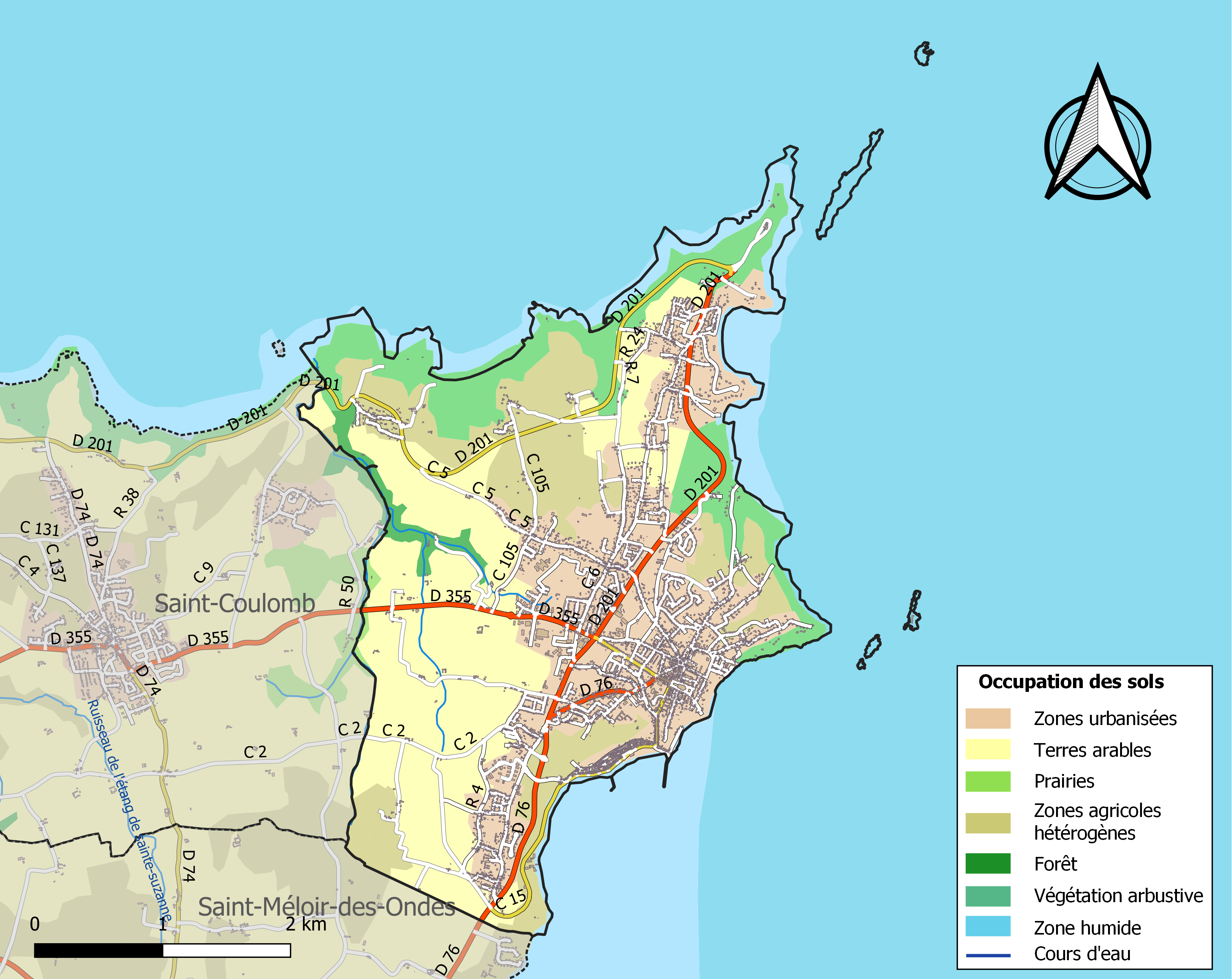
Kaart van de gemeente met belangrijkste infrastructuur, bodemgebruik en omliggende gemeenten

## Demografie
Onderstaande figuur toont het verloop van het inwonertal, bron: INSEE-tellingen. 

## Bezienswaardigheden
- Kerk Saint-Méen (eind 19e eeuw), gebouwd op de plaats van een eerdere kerk
- Phare de la Fenêtre (1863), 11 meter hoge vuurtoren in de haven van Houle die niet langer in gebruik is
- Kapel Notre-Dame du Verger[2]

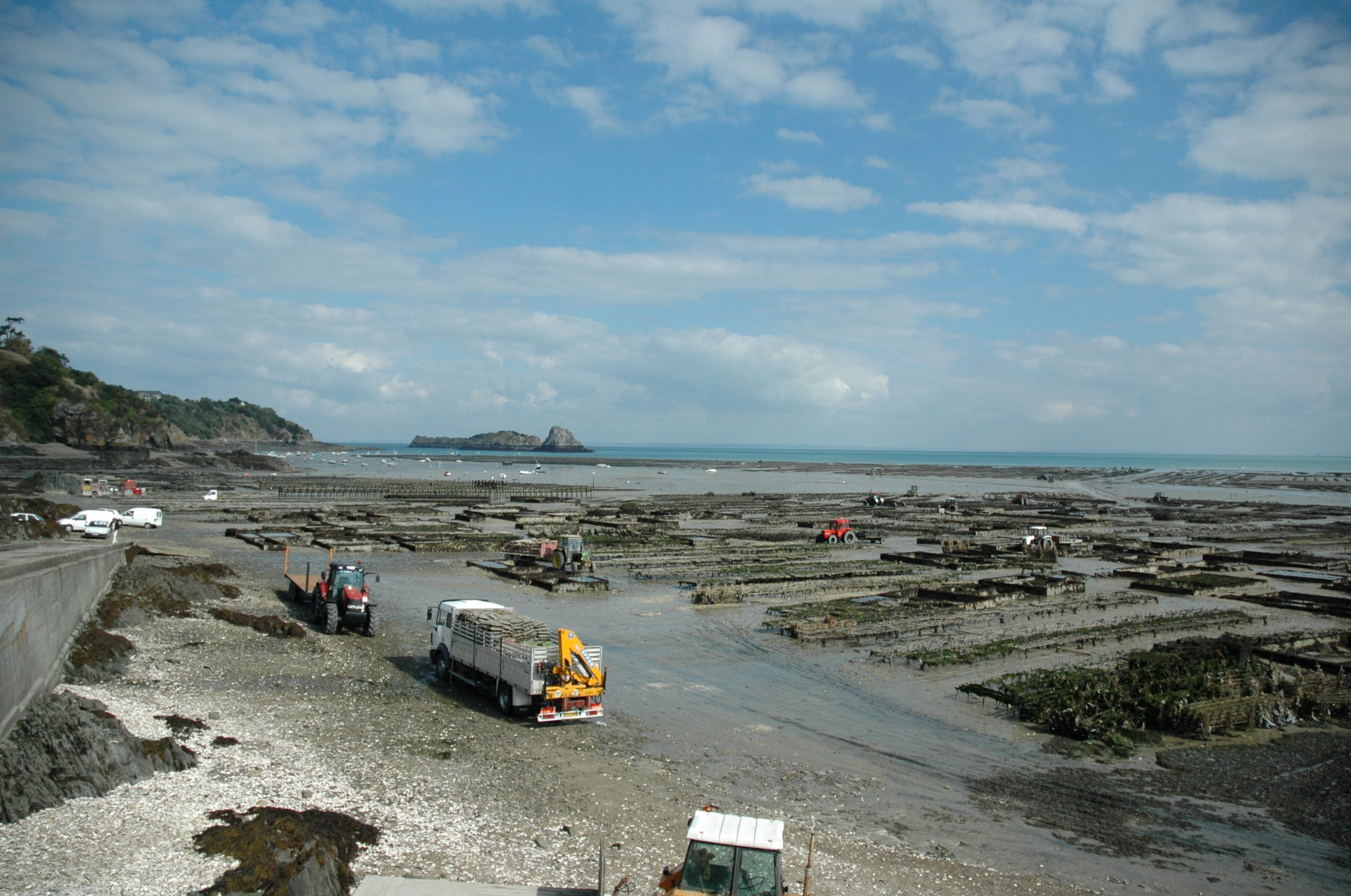
Oesterbanken bij Cancale
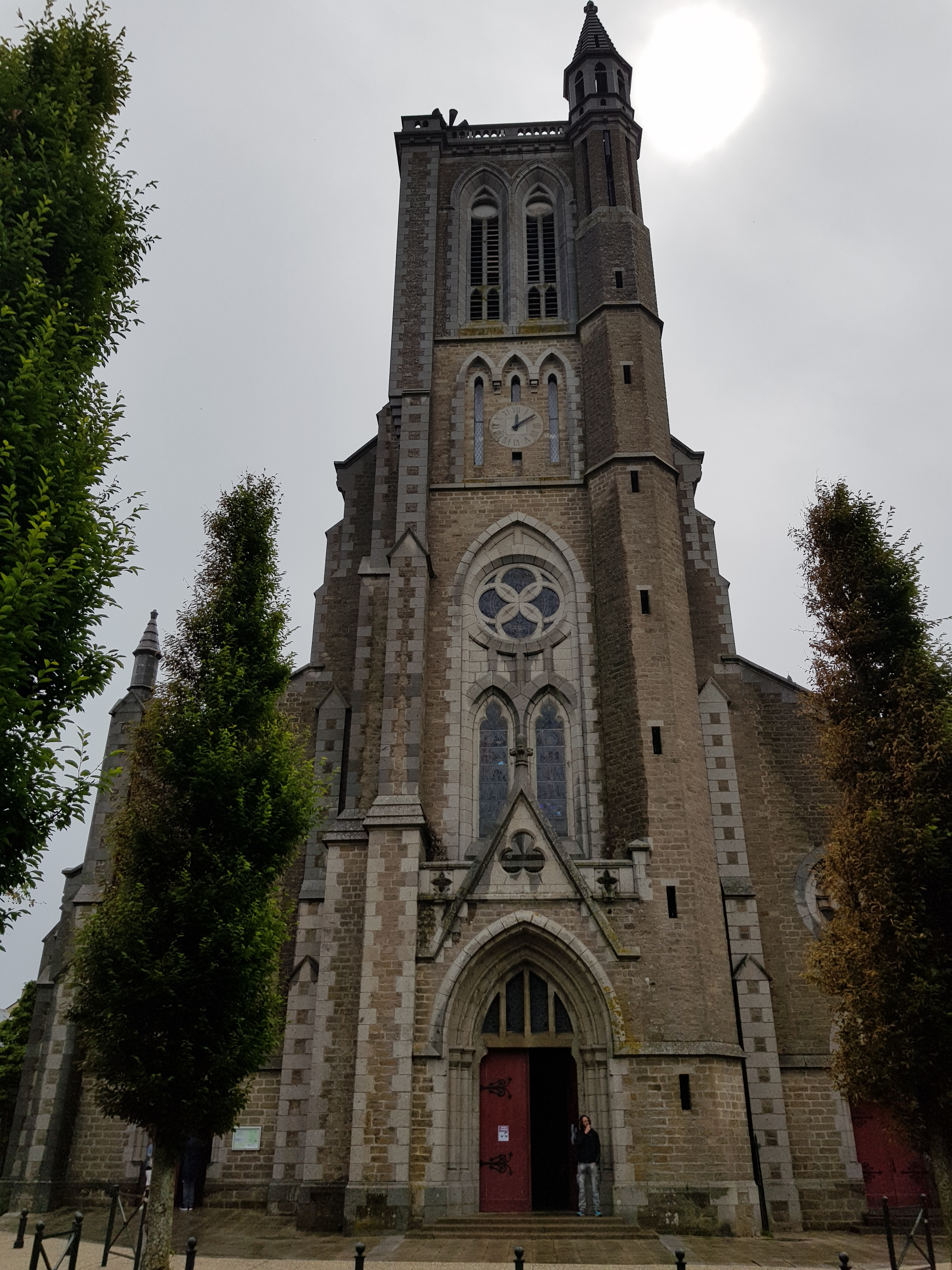
Kerk Saint-Méen
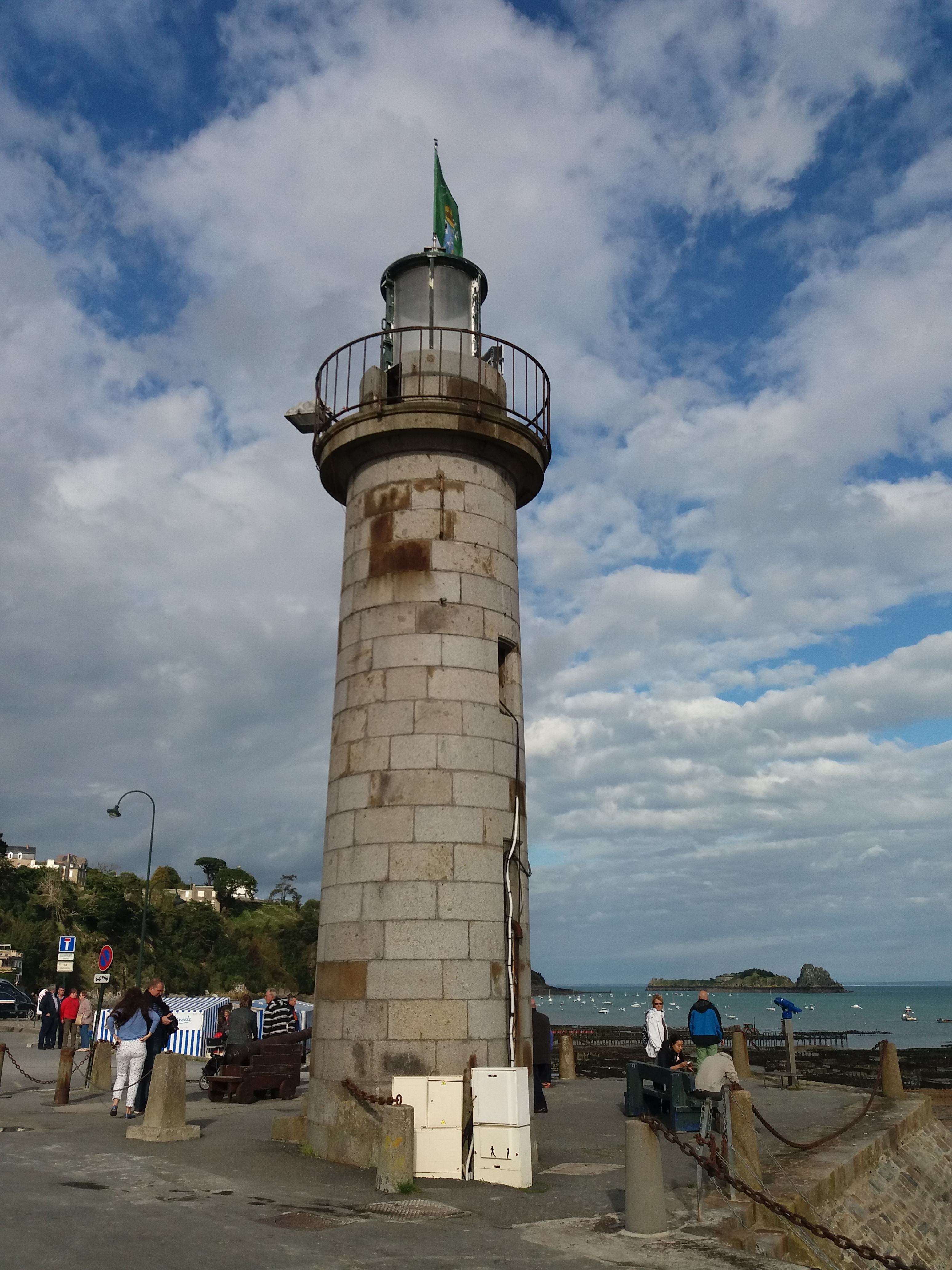
Phare de la Fenêtre
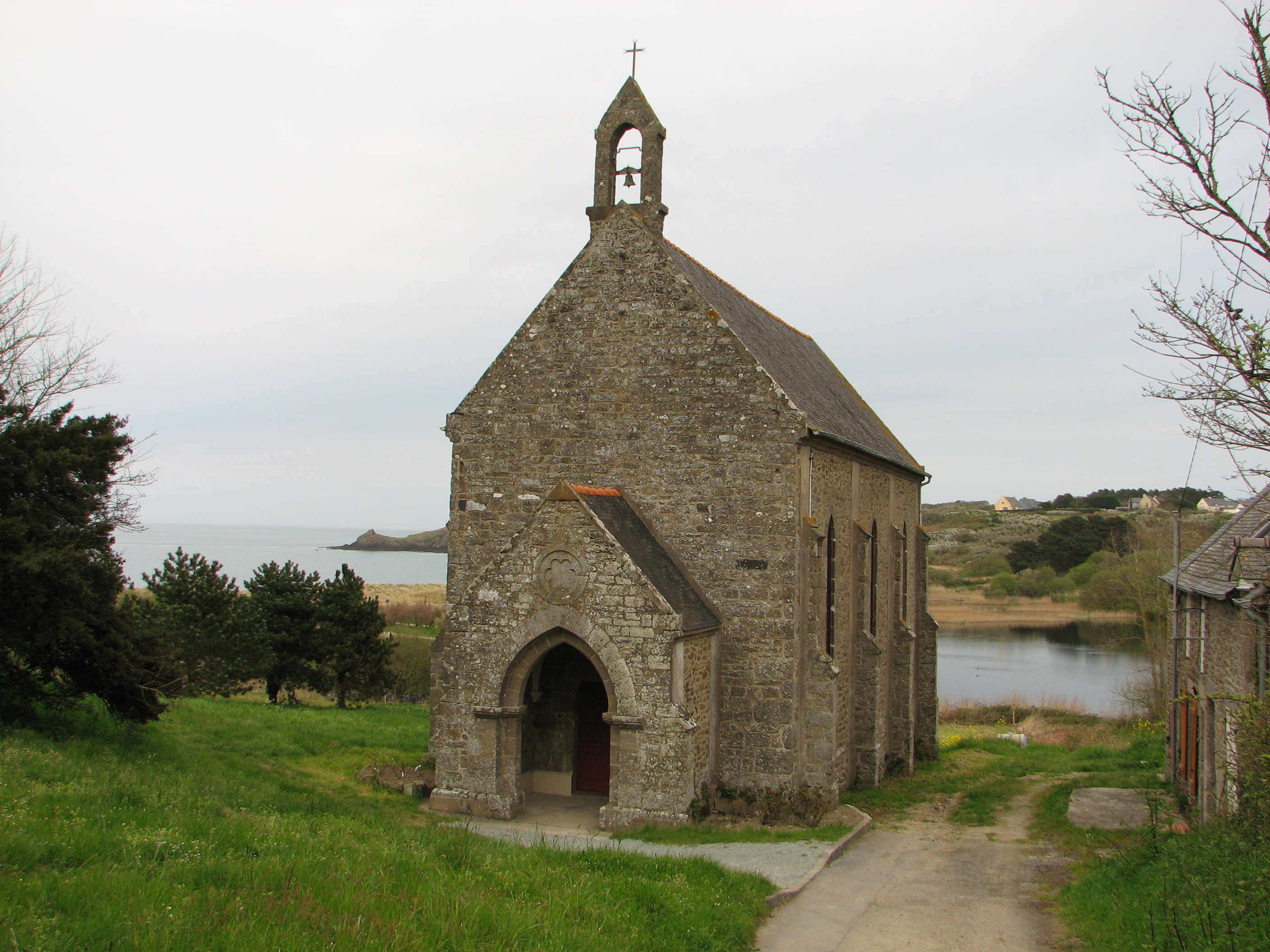
Kapel Notre-Dame du Verger
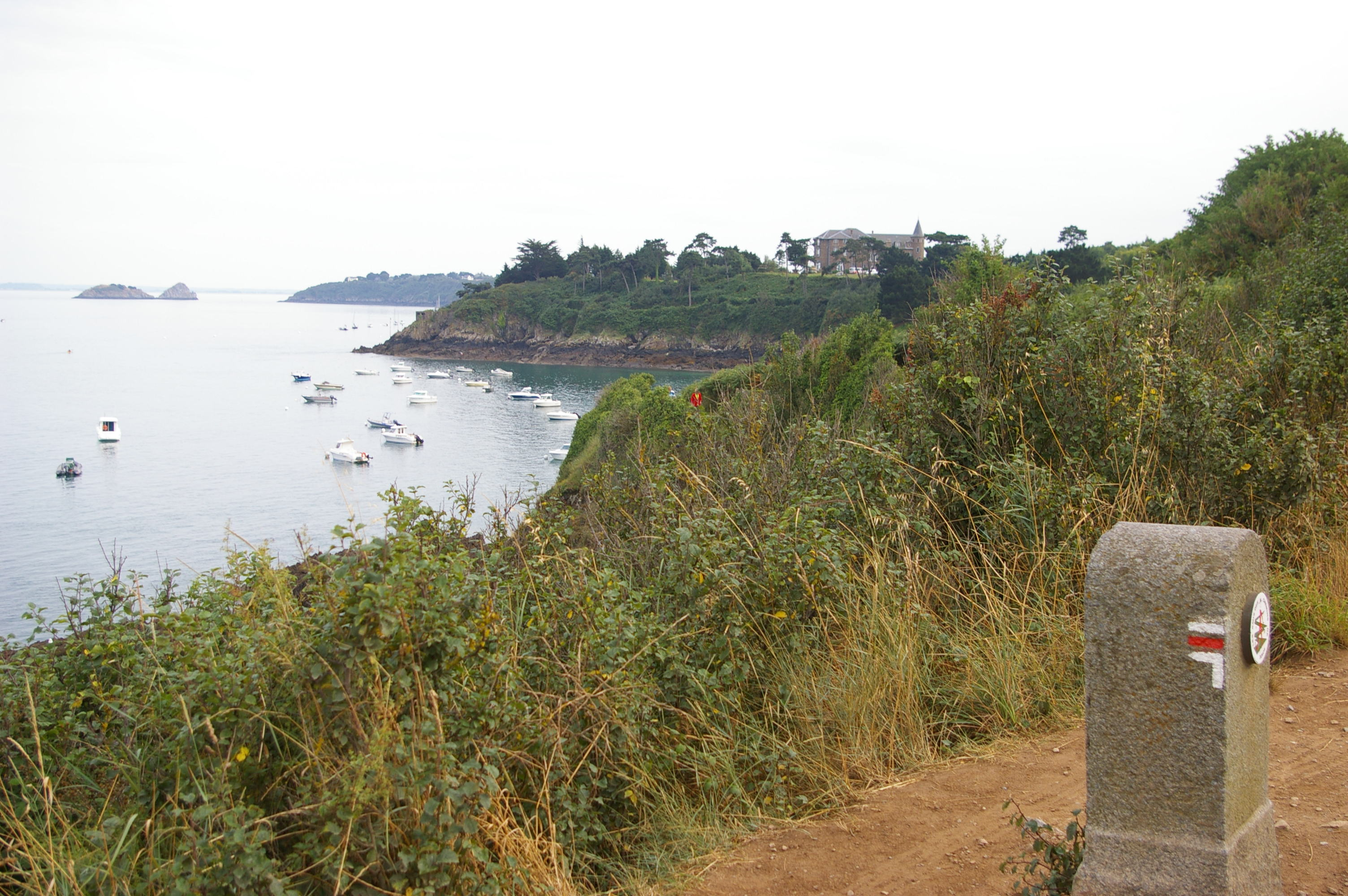
Europese wandelroute E9 bij Cancale